# Cosmè Tura

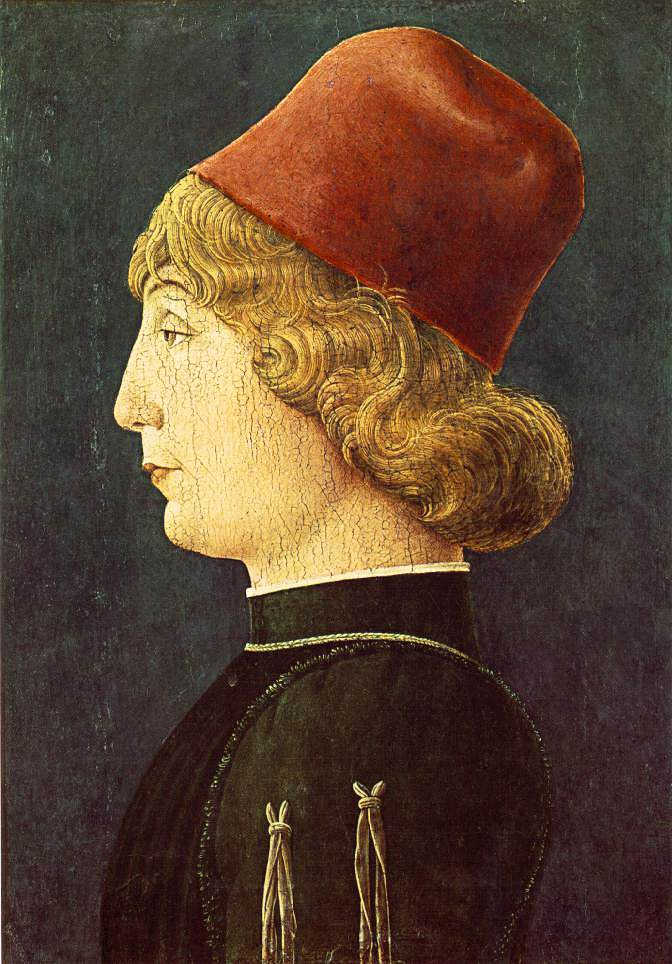
Cosmè Tura (1450–52)

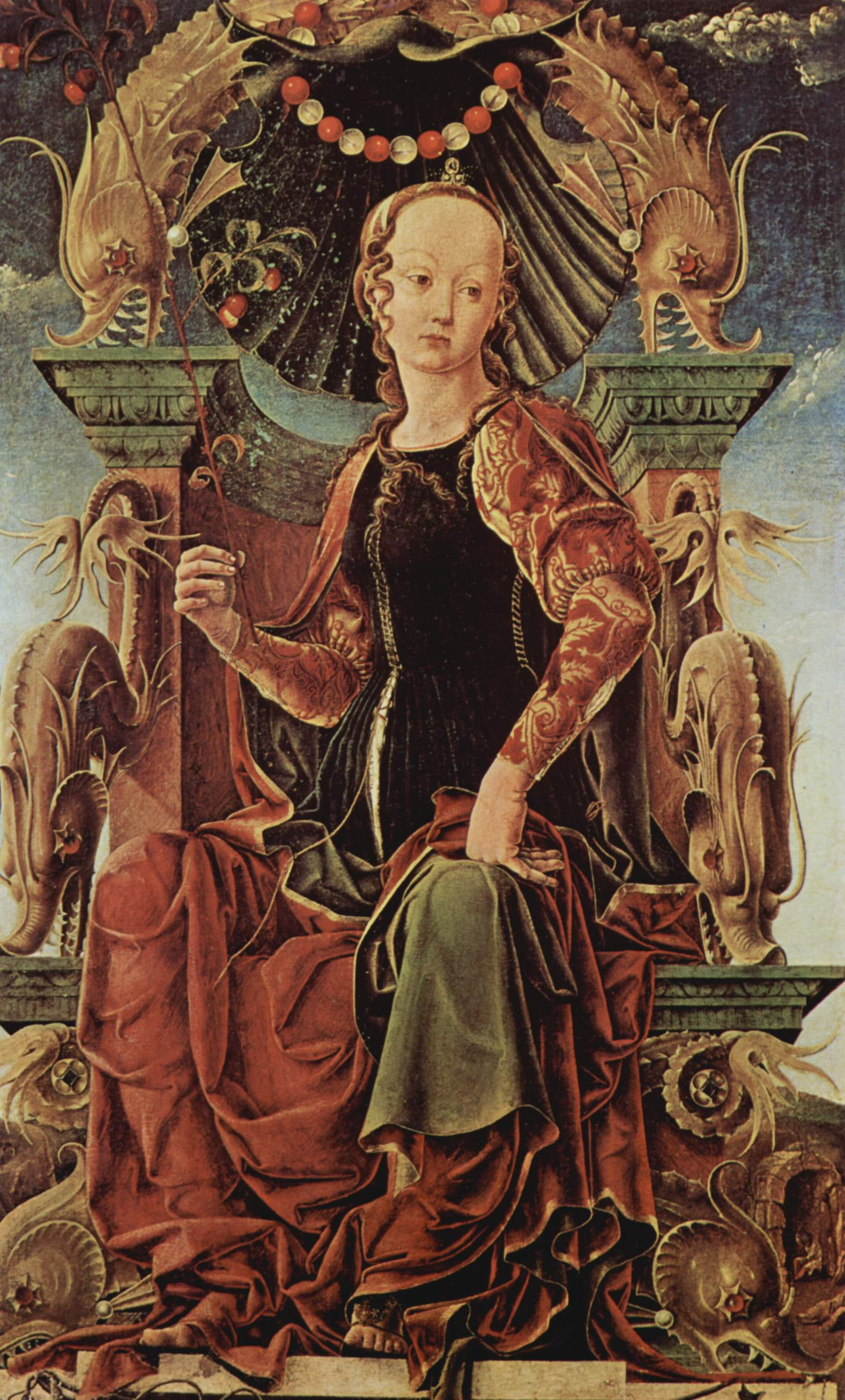
Der Frühling (um 1460)

Cosmè Tura (Cosimo Tura; * um 1430 in Ferrara; † 1495 ebenda) war ein italienischer Maler der Renaissance. Er war Hofmaler bei den Este in Ferrara und der Begründer und Hauptvertreter der sogenannten Ferrareser Schule.

## Leben
Tura erhielt seine Ausbildung als Maler bei Francesco Squarcione in Padua, der auch der Ausbilder Andrea Mantegnas war. Von 1460 bis 1495 arbeitete er als Hofmaler in Ferrara unter den Herzögen Borso und Ercole I. d’Este. Als Hofmaler war er nicht nur mit der Produktion von Altarbildern für die Kirchen und Kapellen, mit mythologischen Bildern oder Fresken beschäftigt, sondern er war auch zuständig für die Organisation und Ausstattung der höfischen Feste und Turniere. Ebenso zuständig war er für das Kunsthandwerk in Ferrara, indem er Vorlagen für Teppiche, Gobelins und andere Textilien lieferte und Möbel und Räume mit Dekor ausstattete. Daneben werden ihm zwei Werke aus dem Dom von Ferrara (ca. 1458) zugeschrieben, die vermutlich von dem Bildhauer Paolo di Luca nach seinen Entwürfen in Marmor gehauen wurden. Zu seinen bedeutendsten Arbeiten gehören die Fresken aus dem Zyklus der Monatsbilder im Palazzo Schifanoia in Ferrara. Die großen Projekte Turas sind entweder zerstört oder aus ihrem ursprünglichen Kontext entfernt worden. So sind seine allegorischen Figuren (London, National Gallery; Gemäldegalerie Berlin) die einzigen Bestandteile, die von seinen Dekorationen des studiolo in Belfiore (1458–63) erhalten geblieben sind.

## Stil
Sein rauer, aber dekorativer Stil kann als Aufnahme der internationalen gotischen Mode angesehen werden, wie sie ihm von Mantegna, Piero della Francesca und Andrea del Castagno vermittelt wurde.

## Werke
- St. Maurilius, Marmorfigur nach Entwürfen von Cosmè Tura, Dommuseum Ferrara, ca. 1458
- Allegorische Figuren in London, National Gallery und Gemäldegalerie Berlin (1458–63)
- Roverella-Polyptychon (um 1480); heute in Fragmenten: London, National Gallery; Rom, Sammlung Colonna; Paris, Louvre; San Diego, San Diego Museum of Art; New York, Metropolitan Museum; Boston, Isabella Stewart Gardner Museum
- Orgelverkleidung (1469), Kathedrale, Ferrara, schwer beschädigt, heute: Museo del Duomo
- Bronze-Medaille (zugeschrieben), abgebildet sind: Vorderseite: 'Alfons d'Este' und rückseitig 'Herkules als Kind, die Schlangen erwürgend', aufbewahrt im Ashmolean Museum, Oxford, GB.

## Literatur

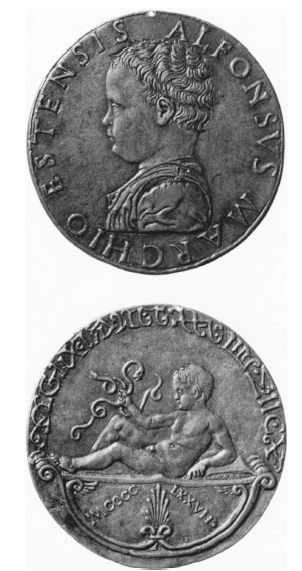
Vermutlich ein Werk von Cosmè Tura.